# Оскар Сігеті
Оскар Сігеті (угор. Szigeti Oszkár; 10 вересня 1933, Мішкольц — 6 травня 1983) — угорський футболіст, що грав на позиції захисника. По завершенні ігрової кар'єри — тренер.
Виступав, зокрема, за клуб «Діошдьйор», а також національну збірну Угорщини.

## Клубна кар'єра
У дорослому футболі дебютував виступами за команду клубу «Перечес», в якій провів виступав до 1952 року. 
1952 року перейшов до клубу «Діошдьйор», в складі якого й дебютував у вищому дивізіоні угорського чемпіонату. Спочатку грав на позиції лівого півзахисника, пізніше — на лівому фланзі захисту, а в останні роки ігрової кар'єри — виступав на позиції центрального захисника. По завершенні сезону разом з командою вилетів до другого дивізіону, але вже в 1954 році повернувся до вищого дивізіону. У 1955 році «Діошдьйор» знову вилетів до нижчого дивізіону, в 1961 та 1964 роках ця ситуація знову повторювалася. Загалом в клубі відіграв 15 сезонів. Завершив професійну кар'єру футболіста виступами за команду «Діошдьйор» у 1967 році, в складі свого клубу в угорському чемпіонаті зіграв 278 матчів.

## Виступи за збірну
Викликався до молодіжних збірних Угорщини різних вікових категорій. 20 квітня 1958 року зіграв свій перший та єдиний матч у складі національної збірної Угорщини проти Югославії. Це був товариський матч, в якому з рахунком 2:0 перемогу здобули угорці. У складі збірної був учасником чемпіонату світу 1958 року у Швеції, на якому команда здобула бронзові нагороди. Але на цьому турнір Оскар не зіграв жодного матчу. В 1956—1959 роках залучався до другого складу збірної Угорщини, в складі якої зіграв 11 матчів.
| Матчі та голи в збірній | Матчі та голи в збірній | Матчі та голи в збірній | Матчі та голи в збірній | Матчі та голи в збірній | Матчі та голи в збірній | Матчі та голи в збірній |
| #                       | Дата                    | Місце                   | Суперник                | Рахунок                 | Гол                     | Змагання                |
| 1958                    | 1958                    | 1958                    | 1958                    | 1958                    | 1958                    | 1958                    |
| ----------------------- | ----------------------- | ----------------------- | ----------------------- | ----------------------- | ----------------------- | ----------------------- |
| 1.                      | 20.04.1958              | Будапешт, Угорщина      | Югославія               | 2:0                     | 0                       | Товариський             |

## Кар'єра тренера
Розпочав тренерську кар'єру невдовзі по завершенні кар'єри гравця, 1968 року, очоливши тренерський штаб клубу «Діошдьйор». Досвід тренерської роботи обмежився цим клубом.
Помер 6 травня 1983 року на 50-му році життя.

## Досягнення
- Кубок Угорщини
  -  Фіналіст (1): 1964/65